# Kobayashi Masami

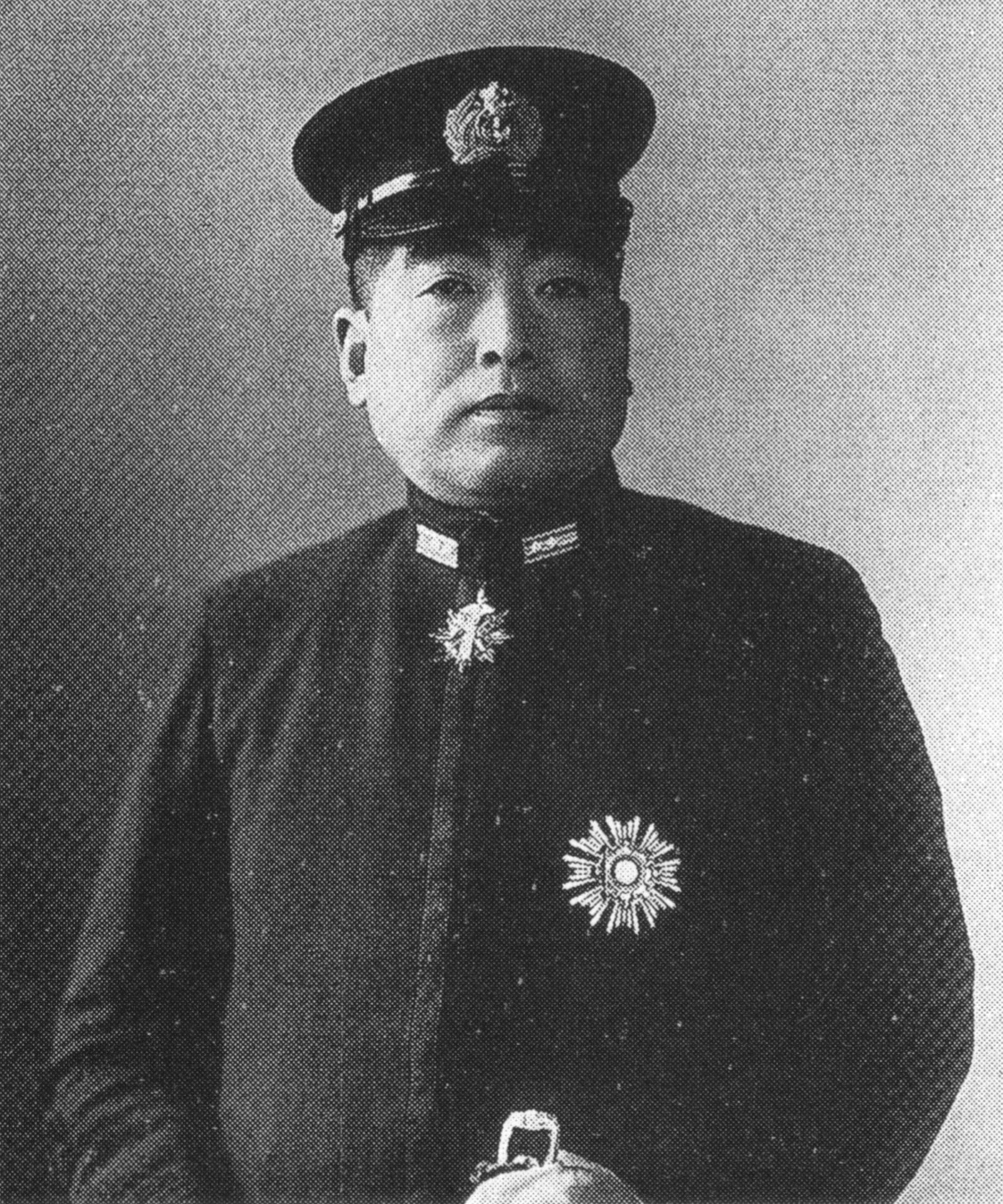
Kobayashi Masami

Masami Kobayashi oder Masashi Kobayashi (jap. 小林 仁; * 18. Juni 1890 im Yonezawa-han, Provinz Dewa (heute: Yonezawa, Präfektur Yamagata); † 7. August 1977) war ein Vizeadmiral der japanischen Marine. Er schloss seine Ausbildung mit Schwerpunkt Navigation an der kaiserlich japanischen Marineakademie im Jahr 1917 ab. Von 1. Juni 1925 bis 15. April 1928 war er Marineattaché in den Vereinigten Staaten. Dieses Amt bekleidete er erneut von 1932 bis 1934.
Ab 1. Dezember 1936 kommandierte er das Schlachtschiff Yamashiro. Nachdem er sich bei dieser Aufgabe bewährt hatte, wurde er am 20. Oktober 1937 zum Chef des Stabes der 4. Flotte ernannt und in dieser Stellung zum Konteradmiral befördert. Noch vor Kriegsbeginn wurde er im Oktober 1941 zum Vize-Admiral befördert. Von Ende 1941 bis Anfang 1943 war er Oberbefehlshaber im Bewachungsdistrikt Osaka. Am 1. April 1943 wurde er zum Oberbefehlshaber der 4. Flotte ernannt. Im Jahr 1943 war er für die Verteidigung der Marshallinseln verantwortlich und hatte sein Hauptquartier auf Truk, befand sich aber auch oft auf Kwajalein. Nach der Eroberung Kwajaleins durch die Amerikaner wurde er aufgrund angeblicher gesundheitlicher Probleme abgelöst. Er diente bis 1944 weiter im Flottenkommando und wurde am 31. Mai in die militärische Reserve versetzt.